# Striúkove
Striúkove (en ucraniano: Стрюкове) es un pueblo ucraniano perteneciente al óblast de Odesa. Situado en el suroeste del país, es parte del raión de Berezivka y centro del municipio (hromada) homónimo.

## Toponimia
Su nombre en ruso es Striúkovo (en ruso: Стрюково). 

## Geografía
Striúkove está situada en la desembocadura del río Zhurivka, a 30 km al suroeste de Mikólaivka y a 125 km al norte de Odesa.

## Historia
El pueblo fue fundado en 1798.

## Demografía
La evolución de la población de Striúkove entre 1989 y 2021 fue la siguiente:
| 2259                                                          | 2066 |
| (Fuente: Cities & Towns of Ukraine y UKRAINE: Größere Städte) |      |

Según el censo de 2001, la lengua materna de la mayoría de los habitantes, el 94,63%, es el ucraniano; del 2,47% es el ruso; y del 1,36%, el rumano.

## Infraestructura

### Transporte
En el pueblo se cruzan las carreteras territoriales T-16-13 y T-16-23.